# Hyposoter
Hyposoter är ett släkte av steklar som beskrevs av Förster 1869. Hyposoter ingår i familjen brokparasitsteklar.

## Dottertaxa tillHyposoter, i alfabetisk ordning[1][2]
- Hyposoter affinis
- Hyposoter albicans
- Hyposoter albipes
- Hyposoter albonotatus
- Hyposoter alienus
- Hyposoter anglicanus
- Hyposoter annulipes
- Hyposoter asper
- Hyposoter balearicus
- Hyposoter barrettii
- Hyposoter berberatae
- Hyposoter bombycivorus
- Hyposoter brischkei
- Hyposoter caedator
- Hyposoter calcaneus
- Hyposoter carbonarius
- Hyposoter caudator
- Hyposoter chinensis
- Hyposoter christenseni
- Hyposoter clausus
- Hyposoter corpulentus
- Hyposoter coxator
- Hyposoter croccatus
- Hyposoter cryptocentrus
- Hyposoter culminator
- Hyposoter degrysei
- Hyposoter denieri
- Hyposoter didymator
- Hyposoter dimidiatus
- Hyposoter discedens
- Hyposoter disippi
- Hyposoter dolosus
- Hyposoter dumeticola
- Hyposoter ebeninus
- Hyposoter ebenitor
- Hyposoter erythrinus
- Hyposoter exiguae
- Hyposoter fitchii
- Hyposoter formosanus
- Hyposoter forticarinatus
- Hyposoter frigidus
- Hyposoter fugitivus
- Hyposoter fuscitarsus
- Hyposoter galvestonensis
- Hyposoter grahami
- Hyposoter himalayensis
- Hyposoter horticola
- Hyposoter inareolator
- Hyposoter indicus
- Hyposoter inquinatus
- Hyposoter jachontovi
- Hyposoter juanianus
- Hyposoter leucomerus
- Hyposoter longulus
- Hyposoter luctus
- Hyposoter lymantriae
- Hyposoter maculatus
- Hyposoter masoni
- Hyposoter meridionalis
- Hyposoter nefastus
- Hyposoter neglectus
- Hyposoter niger
- Hyposoter nigrior
- Hyposoter nigritarsis
- Hyposoter nigritus
- Hyposoter nigrolineatus
- Hyposoter nigromaculatus
- Hyposoter noctuae
- Hyposoter notatus
- Hyposoter obliquus
- Hyposoter obscurellus
- Hyposoter occidentali
- Hyposoter orbator
- Hyposoter pallidirostris
- Hyposoter pallipes
- Hyposoter parorgyiae
- Hyposoter pectinatus
- Hyposoter placidus
- Hyposoter planatus
- Hyposoter plesius
- Hyposoter popofensis
- Hyposoter postcaedator
- Hyposoter posticae
- Hyposoter praecaedator
- Hyposoter prinzi
- Hyposoter prolixus
- Hyposoter raoi
- Hyposoter rapacitor
- Hyposoter reunionis
- Hyposoter rhodocerae
- Hyposoter rivalis
- Hyposoter romani
- Hyposoter rubiginosus
- Hyposoter rubraniger
- Hyposoter ruficrus
- Hyposoter rufiventris
- Hyposoter rufovariatus
- Hyposoter sanguinator
- Hyposoter seniculus
- Hyposoter sicarius
- Hyposoter simlaensis
- Hyposoter singularis
- Hyposoter synchlorae
- Hyposoter taihorinensis
- Hyposoter takagii
- Hyposoter tenuicosta
- Hyposoter thuringiacus
- Hyposoter tianshuiensis
- Hyposoter tibialis
- Hyposoter tricinctus
- Hyposoter tricolor
- Hyposoter tricoloripes
- Hyposoter validus
- Hyposoter ventralis
- Hyposoter vierecki
- Hyposoter virginalis
- Hyposoter vividus
- Hyposoter volens
- Hyposoter xanthocerus